# Representational State Transfer
Representational State Transfer (abgekürzt REST) ist ein Paradigma für die Softwarearchitektur von verteilten Systemen, insbesondere für Webservices. REST ist eine Abstraktion der Struktur und des Verhaltens des World Wide Web. REST hat das Ziel, einen Architekturstil zu schaffen, der den Anforderungen des modernen Web besser genügt. Dabei unterscheidet sich REST vor allem in der Forderung nach einer einheitlichen Schnittstelle (siehe Abschnitt Prinzipien) von anderen Architekturstilen.
Der Zweck von REST liegt schwerpunktmäßig auf der Maschine-zu-Maschine-Kommunikation. REST stellt eine einfache Alternative zu ähnlichen Verfahren wie SOAP und WSDL und dem verwandten Verfahren RPC dar. Anders als bei vielen verwandten Architekturen kodiert REST keine Methodeninformation in den URI, da ein URI nur den Ort (URL) oder Namen (URN) einer Ressource angibt, nicht aber die Funktionalität, die der Web-Dienst zu der Ressource anbietet. Der Vorteil von REST liegt darin, dass im WWW bereits ein Großteil der für REST nötigen Infrastruktur (z. B. Web- und Application-Server, HTTP-fähige Clients, HTML- und XML-Parser, Sicherheitsmechanismen) vorhanden ist und viele Web-Dienste per se REST-konform sind. Eine Ressource kann dabei über verschiedene Medientypen dargestellt werden, auch Repräsentation der Ressource genannt.
So ist ein Online-Dienst, der lediglich unveränderte Seiteninhalte nach dem Internetstandard HTTP anbietet, bereits REST-konform. Dynamisch erzeugte Seiten folgen diesem Paradigma jedoch oft nicht. So bieten beispielsweise Nachrichtenseiten sich ständig ändernde Informationen mit sowohl unterschiedlichem Format als auch Inhalt an, die nur schwer automatisch verarbeitet werden können. Bliebe das Format unverändert, so wäre eine wichtige REST-Eigenschaft erfüllt. So wäre eine Webseite, auf der ständig die aktuelle Uhrzeit in immer demselben Format abrufbar ist, REST-konform.
Die Bezeichnung „Representational State Transfer“ soll den Übergang vom aktuellen Zustand zum nächsten Zustand (state) einer Applikation verbildlichen. Dieser Zustandsübergang erfolgt durch den Transfer der Daten, die den nächsten Zustand repräsentieren.

## Geschichte
Das REST-Paradigma entwickelte sich aus dem 1994 von Roy Fielding entworfenen HTTP Object Model. Fielding entwickelte seine Idee von einem einheitlichen Konzept über die Jahre weiter, bis er 2000 den REST-Architekturstil im Rahmen seiner Dissertation veröffentlichte. Das Programmierparadigma der „RESTful Application“ wurde allerdings häufig falsch umgesetzt und findet erst seit 2014 Anklang in der Welt des World Wide Web. In seiner Arbeit geht Fielding dabei auf die verschiedenen Anforderungen ein, die für die Webarchitektur wichtig sind.

## Prinzipien
Der Architekturstil verweist auf sechs Eigenschaften, die ein Dienst haben muss. Dabei ist nicht festgelegt, wie diese Prinzipien implementiert werden müssen. Fielding beschreibt für jedes Architekturprinzip dessen Vor- und Nachteile.

### Client-Server
Es gilt generell die Anforderung, dass alle Eigenschaften der Client-Server-Architektur gelten. Dabei stellt der Server einen Dienst bereit, der bei Bedarf vom Client angefragt werden kann. Der Hauptvorteil dieser Anforderung ist die einfache Skalierbarkeit der Server, da diese unabhängig vom Client agieren. Dies ermöglicht des Weiteren eine unterschiedlich schnelle Entwicklung der beiden Komponenten.

### Zustandslosigkeit
Jede REST-Nachricht enthält alle Informationen, die für den Server bzw. Client notwendig sind, um die Nachricht zu verstehen. Weder der Server noch die Anwendung soll Zustandsinformationen zwischen zwei Nachrichten speichern. Man spricht daher von einem zustandslosen (englisch: stateless) Protokoll. Jede Anfrage eines Clients an den Server ist insofern in sich geschlossen, als dass sie sämtliche Informationen über den Anwendungszustand beinhaltet, die vom Server für die Verarbeitung der Anfrage benötigt werden.
Zustandslosigkeit in der hier beschriebenen Form begünstigt die Skalierbarkeit eines Webservices. Beispielsweise können eingehende Anfragen im Zuge der Lastverteilung unkompliziert auf beliebige Maschinen verteilt werden: Da jede Anfrage in sich geschlossen ist und Anwendungsinformationen somit ausschließlich auf der Seite des Clients vorgehalten werden, ist auf der Seite des Servers keine Sitzungsverwaltung erforderlich. In der Praxis nutzen deswegen viele HTTP-basierte Anwendungen Cookies und andere Techniken, um Zustandsinformationen auf der Client-Seite zu behalten. Weiterhin begünstigt wird die Ausfallsicherheit, weil die Zustandslosigkeit fordert, dass transaktionale Datenübertragung in einem einzigen Seitenaufruf erfolgt. Die Zustandslosigkeit bringt dabei aber den Nachteil mit, dass sich die Netzwerkperformance verschlechtert. Da bei jeder Abfrage alle Informationen zum Verstehen mitgeschickt werden müssen, sind aufwendigere Abfragen nötig, als wenn sich der Server die Interaktionen merken würde.

### Caching
HTTP Caching soll genutzt werden, wobei aber gilt: Eine Anfrage, die nicht gestellt werden muss, ist die schnellste Anfrage. Fielding führt dabei den Nachteil auf, dass der Client auf veraltete Cache-Daten zurückgreifen könnte, statt die neue Ressource abzufragen.

### Einheitliche Schnittstelle
Dies ist das Hauptunterscheidungsmerkmal von allen weiteren Architekturstilen. Dabei besteht diese aus vier weiteren Eigenschaften. Ziel ist die Einheitlichkeit der Schnittstelle und somit ihre einfache Nutzung.

#### Adressierbarkeit von Ressourcen
Jede Information, die über einen URI kenntlich gemacht wurde, wird als Ressource gekennzeichnet. Jeder REST-konforme Dienst hat eine eindeutige Adresse, den Uniform Resource Locator (URL). Diese „Straße und Hausnummer im Netz“ standardisiert den Zugriffsweg zum Angebot eines Webservices für eine Vielzahl von Anwendungen (Clients). Eine konsistente Adressierbarkeit erleichtert es außerdem, einen Webservice als Teil eines Mashups weiterzuverwenden.

#### Repräsentationen zur Veränderung von Ressourcen
Die unter einer Adresse zugänglichen Dienste können unterschiedliche Darstellungsformen (Repräsentationen) haben. Ein REST-konformer Server kann je nachdem, was die Anwendung anfordert, verschiedene Repräsentationen einer Ressource ausliefern, z. B. in verschiedenen Sprachen oder Formaten (HTML, JSON oder XML) oder auch die Beschreibung oder Dokumentation des Dienstes. Diese Repräsentation enthält alle nötigen Informationen zur Veränderung der Ressource und muss nicht der intern vom Server verwendeten Repräsentation entsprechen (z. B. die Repräsentation zwischen Client und Server wird als JSON ausgetauscht, intern speichert der Server die Informationen aber in verschiedenen Spalten einer relationalen Datenbank ab).
Die Veränderung einer Ressource (also deren aktuellen Status) soll nur über eine Repräsentation erfolgen.

#### Selbstbeschreibende Nachrichten
REST-Nachrichten sollen selbstbeschreibend sein. Dazu zählt u. a. die Verwendung von Standardmethoden. Über diese Standardmethoden lassen sich Ressourcen manipulieren. Als Beispiel seien an dieser Stelle die HTTP-Verben genannt; Details siehe unten.

#### „Hypermedia as the Engine of Application State“ (HATEOAS)
Dies ist laut Fielding die wichtigste Eigenschaft; siehe unten.

### Mehrschichtige Systeme
Die Systeme sollen mehrschichtig aufgebaut sein. Dadurch reicht es, dem Anwender lediglich eine Schnittstelle anzubieten. Dahinterliegende Ebenen können verborgen bleiben und somit die Architektur insgesamt vereinfacht werden. Vorteile dabei sind die bessere Skalierbarkeit der Server sowie eine mögliche Abkapselung durch Firewalls. Durch Cache-Speicher an den Grenzen (z. B. vom Server zum Web) kann die Effizienz der Anfragen erhöht werden; siehe Caching.

### Code on Demand (optional)
Diese Forderung von Fielding ist optional. Unter Code on Demand ist zu verstehen, dass erst im Bedarfsfall an den Client Code zur lokalen Ausführung übertragen werden kann.

Ein Beispiel hierfür wäre die Übertragung von JavaScript-Code bei einer HTML-Repräsentation.

## Umsetzung
Für die Umsetzung des REST-Paradigmas wird ein zustandsloses Client-Server-Protokoll verwendet. Als Anwendungsschicht-Protokolle werden hauptsächlich HTTP und HTTPS eingesetzt. Das liegt unter anderem daran, dass sich diese im WWW etabliert haben, über einen vergleichsweise einfachen Aufbau verfügen und mit so gut wie jeder Firewall kompatibel sind. REST vereinheitlicht die Schnittstelle zwischen Systemen auf eine überschaubare und bezüglich des zu erwartenden Verhaltens standardisierte Menge von Aktionen. Welche Aktionen dies sind, ist in REST nicht festgelegt, aber alle Aktionen sind allgemein definiert, in der Regel durch die verwendeten Protokolle der Anwendungsschicht.
Während REST als Abstraktion des WWW keine spezielle Implementierung und kein spezielles Protokoll fordert, ist doch zu beobachten, dass fast ausschließlich HTTP verwendet wird, wodurch auch die Menge der Aktionen festgelegt ist.
Wird über HTTP zugegriffen, so gibt die verwendete HTTP-Methode, darunter GET, POST, PUT und DELETE, an, welche Operation des Dienstes gewünscht ist.
HTTP schreibt vor, dass GET „sicher“ (englisch safe) sein muss, was bedeutet, dass diese Methode nur Informationen beschafft und keine sonstigen Effekte verursacht. Die Methoden GET, HEAD, PUT und DELETE müssen laut HTTP-Spezifikation idempotent sein, was in diesem Zusammenhang bedeutet, dass das mehrfache Absenden der gleichen Anforderung sich nicht anders auswirkt als ein einzelner Aufruf.
REST-Clients, die HTTP verwenden, können folgende Befehle absetzen, um Ressourcen anzufordern oder zu verändern:
| Befehl (HTTP-Methode) | Beschreibung | Anmerkungen             |
| --------------------- | --- | ----------------------- |
| GET                   | Fordert die angegebene Ressource vom Server an. GET weist keine Nebeneffekte auf. Der Zustand am Server wird nicht verändert, weshalb GET als sicher bezeichnet wird. | [ n 1 ]                 |
| POST                  | Fügt eine neue (Sub-)Ressource unterhalb der angegebenen Ressource ein. Da die neue Ressource noch keinen URI besitzt, adressiert der URI die übergeordnete Ressource. Als Ergebnis wird der neue Ressourcenlink dem Client zurückgegeben. POST kann im weiteren Sinne auch dazu verwendet werden, Operationen abzubilden, die von keiner anderen Methode abgedeckt werden. | [ n 2 ]                 |
| PUT                   | Die angegebene Ressource wird angelegt. Wenn die Ressource bereits existiert, wird sie geändert. | [ n 3 ]                 |
| PATCH                 | Ein Teil der angegebenen Ressource wird geändert. Hierbei sind Nebeneffekte erlaubt. | [ n 5 ]                 |
| DELETE                | Löscht die angegebene Ressource. | [ n 3 ]                 |
| HEAD                  | Fordert Metadaten zu einer Ressource an. | [ n 5 ] [ n 1 ]         |
| OPTIONS               | Prüft, welche Methoden auf einer Ressource zur Verfügung stehen. | [ n 5 ] [ n 1 ]         |
| CONNECT               | Dient dazu, die Anfrage durch einen TCP-Tunnel zu leiten. Wird meist eingesetzt, um eine HTTPS-Verbindung über einen HTTP-Proxy herzustellen. | [ n 5 ] [ n 1 ] [ n 6 ] |
| TRACE                 | Gibt die Anfrage zurück, wie sie der Zielserver erhält. Dient etwa dazu, um Änderungen der Anfrage durch Proxyserver zu ermitteln. | [ n 5 ] [ n 1 ] [ n 6 ] |
| 1. 2. 3. 4. 5. 6.     | |                         |

Abhängig von der Implementierung können noch weitere HTTP-Befehle unterstützt werden. Dazu gehören COPY, MOVE, MKCOL, LOCK und UNLOCK des WebDAV-Protokolls, sowie LINK und UNLINK aus RFC 2068. Bei der Kommunikation über UDP kann zudem das CoAP aus RFC 7252 statt HTTP eingesetzt werden, welches leicht abweichende Bedeutungen für GET, POST, PUT und DELETE besitzt.

## Sicherheit
Das Paradigma verlangt, dass alle Informationen, die eine Anwendung braucht, um den Seitenzustand wiederherzustellen, in der Anfrage enthalten sind. Dabei identifiziert der URI die Ressource, während im HTTP-Header Informationen wie Zugriffsart (GET, PUT), Rückgabeformat oder Authentifizierung enthalten sein können.
REST lässt sich für Webseiten und Webservices verwenden, die keine Authentifizierung erfordern oder diese auf anderem Wege (beispielsweise durch Prüfung der IP-Adresse, durch HTTP-Authentifizierung oder TLS/HTTPS-Zertifikatsprüfung) erreichen, wodurch bereits viele Anwendungsfälle abgedeckt werden können. Alternativ können auch Token-basierte Verfahren wie HMAC, OAuth, JSON Web Token oder OpenID verwendet werden.
Da REST – im Gegensatz zu SOAP mit WS-Security – selbst keine Verschlüsselungsmethoden definiert, wird bei sicherheitskritischen Nachrichten ein verschlüsseltes Transportprotokoll wie HTTPS verwendet.
Durch die Nutzung der HTTP-Methoden ist es für Firewalls möglich, die Anfrage zu verstehen, zu filtern und zu protokollieren. Ein Beispiel dafür wäre, dass alle PUT-Anfragen von einer externen Ressource abgelehnt werden können. Dadurch unterscheidet sich REST von beispielsweise SOAP.

## Versionierung
Um einen REST-Service zu versionieren, stehen mehrere Varianten zur Auswahl: über die DNS-Adresse, URL und mittels HTTP-Header.
Bei der DNS-Versionierung wird die Version als Bestandteil des Hostnamens behandelt.
http://v1.api.example.com/customer/1234

http://v1_1.api.example.com/customer/1234

http://v2.api.example.com/customer/1234

http://v2_2.api.example.com/customer/1234
Diese Variante ist, wegen der Verwaltung im DNS, üblicherweise mit hohem Aufwand verbunden. In der Praxis ist sie daher kaum anzutreffen.
Bei der URL-Versionierung wird die Version der Schnittstelle im Pfad der URL angegeben:
http://example.com/api/v1/customer/1234

http://example.com/api/v1.1/customer/1234

http://example.com/api/v2.0/customer/1234

http://example.com/api/v2.2/customer/1234
Die Versionierung über die URL ist die gebräuchlichste Variante.
Bei der Versionierung über den HTTP-Header wird die Version im Accept-HTTP-Header angegeben:
```
GET /api/customer/1234 HTTP/1.1
Host: example.com

Accept: application/xml,application/json;version=1

```

Nach der Bereitstellung einer neuen Version des Services muss die alte Version des Endpunktes für eine bestimmte Zeit weiter bereitgestellt werden, um dem Nutzer Zeit zur Umstellung zu geben. Eine Clientanwendung sollte automatisch erkennen können, dass der Endpunkt obsolet ist, ohne den Endpunkt in der Nutzung einzuschränken. Dies kann mittels eines Warning-HTTP-Headers erfolgen:
```
HTTP/1.1 200 OK
Date: Sat, 11 Mar 2017 12:28:53 GMT
Server: Apache/2.2.14 (Win32)

Warning: 299 example.com/api/v1 "Deprecated API : use example.com/api/v1.1 instead. Old API maintained until 2017-06-02"

Content-Length: 88
Content-Type: application/json
Connection: Closed

```

Der Client sollte die Warnung im Log und in einer OpsDB protokollieren, um es dem Betreiber des Clienten zu ermöglichen, rechtzeitig auf die neue API umzustellen.
Wird der alte Endpunkt weiter angeboten, sollte der neue Endpunkt mittels eines HTTP-Redirects unter der alten Adresse auffindbar sein:
```
GET /api/v1/customer/1234 HTTP/1.1

Host: example.com
Accept: application/xml,application/json

```

```
HTTP/1.1 302 Found

Location: example.com/api/v1.1/customer/1234

```

Grundsätzlich ist es empfehlenswert, vor dem Auflassen eines obsoleten Endpunktes mittels Monitoring zu prüfen, ob dieser Endpunkt noch aktiv verwendet wird. Zudem sollte mittels OpsDB geprüft werden, ob es sich um einen Endpunkt handelt, der nur selten (z. B. quartalsweise) verwendet wird.

## HATEOAS
HATEOAS steht für Hypermedia as the Engine of Application State und ist ein Entwurfsprinzip von REST-Architekturen. Bei HATEOAS navigiert der Client einer REST-Schnittstelle ausschließlich über URLs, die vom Server bereitgestellt werden.
Abhängig von der gewählten Repräsentation geschieht die Bereitstellung der URIs über Hypermedia, also z. B.
- in Form von „href“- und „src“-Attributen bei HTML-Dokumenten bzw. HTML-Snippets, oder
- in für die jeweilige Schnittstelle definierten und dokumentierten JSON- bzw. XML-Attributen/-Elementen.

Abstrakt betrachtet stellen HATEOAS-konforme REST-Services einen endlichen Automaten dar, dessen Zustandsveränderungen durch die Navigation mittels der bereitgestellten URIs erfolgt.
Durch HATEOAS ist eine lose Bindung gewährleistet und die Schnittstelle kann verändert werden. Im Gegensatz dazu kommuniziert ein SOAP-basierter Webservice über ein fixiertes Interface. Für eine Änderung des Service muss hier eine neue Schnittstelle bereitgestellt werden und in der Schnittstellenbeschreibung (ein WSDL-Dokument) definiert werden. Registrierungsdatenbanken oder ähnliche Infrastrukturen, die z. B. bei Remote Function Call erforderlich sind, werden bei HATEOAS nicht benötigt.
Zur Abbildung von HATEOAS gibt es unterschiedliche Standards. Hierzu gehören:
- JSON API
- JSON-LD und Hydra
- Collection+JSON
- Siren

### Beispiel
Im Beispiel sieht man einen GET-Request, der Konto-Informationen im JSON-Format abruft:
```
GET
 
/accounts/123abc
 
HTTP
/
1.1

Host
:
 
bank.example.com

Accept
:
 
application/json

...

```

Die Antwort bei einem ausgeglichenen Konto kann dann wie folgt lauten:
```
HTTP
/
1.1
 
200
 
OK

Content-Type
:
 
application/json

Content-Length
:
 
...

{

   
"account"
:
 
{

      
"account_id"
:
 
"123abc"
,

       
"balance"
:
 
{

          
"currency"
:
 
"EUR"
,

          
"value"
:
 
100.0

       
},

       
"links"
:
 
{

          
"deposit"
:
 
"/accounts/123abc/deposit"
,

          
"withdraw"
:
 
"/accounts/123abc/withdraw"
,

          
"transfer"
:
 
"/accounts/123abc/transfer"
,

          
"close"
:
 
"/accounts/123abc/close"

       
}

   
}

}

```

Beispielantwort 1
Die Beispielantwort 1  beinhaltet vier mögliche Links: deposit (einzahlen), withdraw (abbuchen), transfer (überweisen) und close (kündigen). Wenn das Konto überzogen ist, kann nur noch Geld auf das Konto eingezahlt werden, aber keines mehr abgebucht oder überwiesen werden, und man kann das Konto nicht mehr kündigen. Die Antwort bei einem überzogenen Konto kann daher so aussehen:
```
HTTP
/
1.1
 
200
 
OK

Content-Type
:
 
application/json

Content-Length
:
 
...

{

   
"account"
:
 
{

      
"account_id"
:
 
"123abc"
,

       
"balance"
:
 
{

           
"currency"
:
 
"EUR"
,

           
"value"
:
 
-100.0

       
},

       
"links"
:
 
{

          
"deposit"
:
 
"/accounts/123abc/deposit"

       
}

   
}

}

```

Beispielantwort 2

## Richardson Maturity Model
Das Richardson Maturity Model (RMM, deutsch Richardson-Reifegradmodell) ist ein von Leonard Richardson entwickelter Maßstab, der angibt, wie strikt ein Service REST implementiert.
| Level | Eigenschaften |
| ----- | --- |
| 0     | - verwendet XML-RPC oder SOAP - der Service wird über einen einzelnen URI adressiert - verwendet eine einzelne HTTP-Methode (oft POST)             |
| 1     | - verwendet verschiedene URIs und Ressourcen - verwendet eine einzelne HTTP-Methode (oft POST)                                                     |
| 2     | - verwendet verschiedene URIs und Ressourcen - verwendet mehrere HTTP-Methoden                                                                     |
| 3     | - basiert auf HATEOAS und verwendet daher Hypermedia für Navigation - verwendet verschiedene URIs und Ressourcen - verwendet mehrere HTTP-Methoden |

## Abgrenzung zu anderen Kommunikationsmechanismen
Bei REST handelt es sich um ein Programmierparadigma, welches mit verschiedenen Mechanismen implementiert werden kann. Eine Neuerung ist dabei die Verwendung möglichst vieler HTTP-Methoden in Verbindung mit der auszuführenden Aktion. Im Gegensatz dazu wird zum Beispiel SOAP im Wesentlichen mit der POST-Methode verwendet. Der Unterschied liegt also mehr in der breiteren Verwendung von HTTP als Protokoll und URI als Identifizierungsmechanismus für konkrete Objekte. In der Vergangenheit wurden im Gegensatz dazu SOAP-Schnittstellen RPC-basiert aufgebaut. Zu den Schwächen von SOAP gehören dabei der recht große Overhead mit vielen Meta- und wenig Nutzdaten sowie das rechenintensive Bauen der XML-Nachrichten. Darüber hinaus gibt es mittlerweile zahlreiche schwer zu überblickende Substandards.
Die engen Vorgaben von REST helfen dagegen, gut strukturierte Dienste zu bauen, und unterstützen die Verwendung von Clean URLs.